# 中外新报
《中外新报》（英語：Chinese and Foreign Gazette）是19世纪50至60年代刊行于宁波的一份中文报纸，是浙江出版的第一份近代报刊。报刊创办者为美国传教士玛高温，以报道时事为主，面向全中国发行。

## 背景

### 鸦片战争
1840年至1842年的鸦片战争以中国战败落幕，此后中国与西方列强签订了一系列不平等条约，中国从此沦为半殖民地。中国在经济、政治、思想上都有了转折性的变化。外国人凭借不平等条约而可以在中国境内随意办报。由于鸦片战争的原因，很大程度上刺激了新闻报刊上的需求。与战前的报刊有了很明显的变化，战前报刊内容以宗教性为主，战后报刊内容渐渐以商业性为主。中国早期的中文报纸，大多在外国的英文报纸的基础上创办起来。1842年《中英南京条约》签署后，上海、宁波、厦门、福建、广州等五处通商口岸被迫开放，西医随着传教士进入宁波。

### 创始人
玛高温（英語：Daniel J. Macgowan）（1814–1893年），美北浸礼会传教士。出身于纽约州立大学医学院，宁波的第一位传教医生，也是美国浸礼会在中国开辟传教事业的第一人。创立了华美医院，在中国饱受好评。又创立了《中外新报》。1893年于上海病逝，在中国生活40余年，为中国的新闻事业和卫生医疗事业做出了极大的贡献。

## 创刊
关于《中外新报》创刊时间的说法比较多，但是最集中的就在两种：1854年或1858年。
根据范约翰所编的《中文报刊目录》，《中外新报》于1854年5月创刊于宁波，半月刊，玛高温主编，1861年停刊。而根据《中国报学史》，中外新报为半月刊，于咸丰四年（1854年）发刊于宁波，每期四页，所载为新闻、宗教、科学与文学。咸丰六年（1856年）改为月刊，始由玛高温主持。后彼赴日本，乃归应思理（E. B. Inslee）主持。至一八六零年停刊。陈玉申《晚清报业史》则称，《中外新报》于1854年5月发刊于宁波，由美国传教士玛高温、应思理先后主持。初为半月刊，1857年暂停；1858年复刊，改为月刊。出至1861年停刊。《宁波报刊录》称，《中外新报》创办于1858年12月19日（清咸丰八年十一月十五日），为外国传教士所办，初为半月刊，不久改为月刊，出至十一期而中止，性质略同于《国闻周报》。开始时由玛高温主持，后来玛高温去日本，由应思理接任。但是普遍认为《中外新报》于1854年创立。

## 刊期
《中外新报》在发展途中也非常曲折。
最开始，由玛高温主办时，为半月刊。于1856年2月即从第三卷开始更为月刊。后来由应思理接手后，将刊期更为月刊或双月刊，然而也会出现间隔三、四个月出一刊的情形，其实就是不定期刊。
所以《中外新报》的刊期可以理解为从最初玛高温的半月刊发展至最后应思理的不定期刊，这个发展过程是渐续的。而导致这种结果的因素也有很多，但是主要因素是“买报者少”。

## 停刊
关于《中外新报》的停刊说法也主要分两种：1860年或1861年。1861年停刊的说法要更多一些。

## 主要内容
虽然《中外新报》的创始人是美国传教士的玛高温，后来也是同样作为传教士的应思理接手，但是其报内容却不是以宗教宣传为主。报纸的主要内容可以分为宗教、科学、文学、新闻等。其中篇幅最大、占比最多的位新闻类文章。新闻的内容以地域划分：第一、宁波新闻；第二、周边地区新闻；第三、中国其他城市新闻；第四、世界新闻。

## 地位
《中外新报》是在鸦片战争后第二份由传教士创建的中文报刊，同时也是浙江的第一份报刊。《中外新报》在中国大陆几近失传，所以对于这份报刊的说法也有很多，正如上面所提到的，无论是创刊时间、刊期还有停刊时间都有不同的说法和解释。《中外新报》与香港最早的中文报刊《遐迩贯珍》相比仅仅晚了九个月，而与上海最早的中文报刊《六合丛谈》相比还早了两年七个月，其地位不亚于几乎同一期发行的《遐迩贯珍》、《六合丛谈》。只不过由于失传，后人对《中外新报》的研究并没有投入于前两者那么多。

### 发行范围
《中外新报》的发行范围不仅仅在中国，在世界各地都有《中外新报》的身影，在中国地区，浙江一带、北京、上海、香港都有销售。在国外，也会被日本、美国、英国翻译并传到这些国家。

### 影响
《中外新报》不仅对中国有重大影响，也影响了世界其他国家，尤为日本。由应思理担任主办时期，《中外新报》被翻刻成《官版中外新报》，方汉奇曾说：“一批在甲国出版的报纸，经过编辑加工，被乙国拿去再版发行，这在世界新闻史上是十分罕见的。”